# Montezumina inca
Montezumina inca är en insektsart som beskrevs av Nickle 1984. Montezumina inca ingår i släktet Montezumina och familjen vårtbitare. Inga underarter finns listade i Catalogue of Life.